# Christoph M. Kaiser
Christoph Maria Kaiser (* 24. Februar 1964) ist ein deutscher Filmkomponist, Musiker und Produzent.

## Leben und Karriere
Christoph M. Kaiser wuchs in München auf und begann mit 14 Jahren Gitarre zu spielen.
Von 1988 bis 1996 war er Mitglied der Gitarren-Popgruppe The Jeremy Days, mit denen er 5 Studioalben aufnahm und dabei mit den Produzenten Clive Langer und Fred Maher zusammenarbeitete.
Ab 1994 arbeitete er zunehmend als Produzent für unterschiedliche Labels und Bands.
Unter anderem produzierte er das italienischsprachige Debütalbum der sizilianischen Sängerin Etta Scollo sowie Alben von Maxim Rad, Holger Hiller, der NDW-Gruppe Die Zimmermänner und der Berliner Elektropop-Gruppe Quarks.
2000 komponierte Kaiser die erste eigene Filmmusik für den Kinofilm Crazy von Hans-Christian Schmid.
Seit 2003 arbeitet Christoph M. Kaiser im Team mit dem Pianisten Julian Maas. Für ihre Musik zu dem Kinofilm Die kommenden Tage gewannen sie den Preis der deutschen Filmkritik 2010.
Im Jahre 2015 wurden sie für ihre Musik zu dem Film Der Staat gegen Fritz Bauer beim Günter Rohrbach Filmpreis mit dem Preis des Oberbürgermeisters ausgezeichnet.
Für ihre Filmmusik zu 3 Tage in Quiberon erhielten Kaiser und Maas im Jahre 2018 sowohl den Europäischen Filmpreis in der Kategorie Beste Filmmusik als auch den Deutschen Filmpreis, nachdem sie bereits 2016 für Der Staat gegen Fritz Bauer eine Nominierung erhalten hatten.
Neben seiner Studio-Arbeit als Filmkomponist tritt Kaiser bei vereinzelten Ensemble-Konzerten des Musikers, Komponisten und Entertainers Carsten „Erobique“ Meyer als Bassist auf.
Christoph M Kaiser ist Mitglied der Deutschen Filmakademie und der Europäischen Filmakademie.
Er lebt und arbeitet in Hamburg.

## Filmografie (Auswahl)
- 1996: Sexy Sadie
- 2000: Crazy
- 2003: Mädchen, Mädchen 2
- 2004: Tina Barney Social Studies (Dokumentarfilm)
- 2005: Tatort – Wo ist Max Gravert? (Fernsehreihe)
- 2006: Eden
- 2006: KDD – Kriminaldauerdienst (Fernsehserie)
- 2007: Guten Morgen, Herr Grothe (Fernsehfilm)
- 2007: Max Minsky und ich
- 2007: Tatort – Der frühe Abschied
- 2007: Das Geheimnis der falschen Mutter (Fernsehfilm)
- 2009: This Is Love
- 2010: Die kommenden Tage
- 2010: Der kleine Mann (Fernsehserie)
- 2010: Polizeiruf 110 – Aquarius (Fernsehreihe)
- 2011: Ein guter Sommer (Fernsehfilm)
- 2011: Die Stunde des Wolfes (Fernsehfilm)
- 2011: Die verlorene Zeit
- 2011: Tatort – Eine bessere Welt (Fernsehfilm)
- 2011: Tatort – Der Tote im Nachtzug (Fernsehfilm)
- 2012: Mutter muss weg (Fernsehfilm)
- 2012: Tatort – Die Ballade von Cenk und Valerie (Fernsehfilm)
- 2012: Tatort – Der Wald steht schwarz und schweiget (Fernsehfilm)
- 2012: Zwei Leben
- 2012: Tatort – Im Namen des Vaters (Fernsehfilm)
- 2012: Tatort – Der tiefe Schlaf (Fernsehfilm)
- 2012: Meine Schwestern
- 2013: Tatort – Feuerteufel (Fernsehfilm)
- 2013: Wolfskinder
- 2013: Tatort – Borowski und der brennende Mann (Fernsehfilm)
- 2013: Tatort – Wer das Schweigen bricht (Fernsehfilm)
- 2014: Tatort – Der Eskimo (Fernsehfilm)
- 2014: Jack
- 2014: Tatort – Der Hammer (Fernsehfilm)
- 2014: Polizeiruf 110 – Morgengrauen (Fernsehfilm)
- 2014: Tatort – Der sanfte Tod (Fernsehfilm)
- 2014: Familienfest (Fernsehfilm)
- 2014: Tag der Wahrheit (Fernsehfilm)
- 2014–2019: Dengler (Fernsehreihe)
  - 2014: Die letzte Flucht
  - 2015:  Am zwölften Tag
  - 2017:  Die schützende Hand
  - 2018:  Fremde Wasser
  - 2019:  Brennende Kälte
- 2015: Der Staat gegen Fritz Bauer
- 2015: Ein Atem
- 2016: Die vierte Gewalt (Fernsehfilm)
- 2016: Terror – Ihr Urteil (Fernsehfilm)
- 2016: Tatort: Taxi nach Leipzig (Fernsehfilm)
- 2016: Wunschkinder (Fernsehfilm)
- 2017: Der König von Berlin (Fernsehfilm)
- 2018: 3 Tage in Quiberon
- 2018: Das schweigende Klassenzimmer
- 2018: Der große Rudolph (Fernsehfilm)
- 2018: Schwartz & Schwartz – Mein erster Mord
- 2019: Schwartz & Schwartz – Der Tod im Haus
- 2019: Tatort – Falscher Hase (Fernsehfilm)
- 2019: Die Neue Zeit (Fernsehserie)
- 2019: In den Uffizien (Dokumentarfilm)
- 2019: Eine fremde Tochter
- 2020: Schwartz & Schwartz – Wo der Tod wohnt
- 2020: Jackpot (Fernsehfilm)
- 2021: Furia (Fernsehserie)
- 2021: Ruhe! Hier stirbt Lothar
- 2022: Neuland (Fernsehserie)
- 2022: Thomas Schütte – Ich bin nicht allein (Dokumentarfilm)
- 2023: Die nettesten Menschen der Welt (Fernsehserie)
- 2023: Irgendwann werden wir uns alles erzählen
- 2023: Der vermessene Mensch
- 2023: Der Maler Philip Guston (Dokumentarfilm)
- 2023: Pol Pot Dancing (Dokumentarfilm)
- 2023: Flunkyball (Fernsehfilm)
- 2024: Mordnacht (Fernsehfilm)
- 2024: Polizeiruf 110: Funkensommer (Fernsehfilm)
- 2024: Ein Mann seiner Klasse (Fernsehfilm)
- 2024: Tatort – Schweigen (Fernsehfilm)
- 2025: Hercules Falling

## Auszeichnungen
- 2019: Canneseries Award „Best Music“ Die Neue Zeit
- 2018: Europäischer Filmpreis „European Composer 2018“ 3 Tage in Quiberon
- 2018: Deutscher Filmpreis „Beste Filmmusik“ 3 Tage in Quiberon
- 2016: Deutscher Filmpreis „Beste Filmmusik“ Der Staat gegen Fritz Bauer (Nominierung)
- 2016: Rolf-Hans Müller Preis für Filmmusik „Beste Filmmusik“ Der Staat gegen Fritz Bauer
- 2016: Deutscher Filmmusikpreis in der Kategorie Beste Musik im Film Der Staat gegen Fritz Bauer (Nominierung)
- 2015: Preis des Oberbürgermeisters im Zuge des Günter Rohrbach Filmpreises Der Staat gegen Fritz Bauer
- 2013: Preis der Deutschen Akademie für Fernsehen „Beste Filmmusik“  Tatort: Borowski und der brennende Mann (Nominierung)
- 2010: Preis der Deutschen Filmkritik „Beste Filmmusik“  Die kommenden Tage
- 2008: Deutscher Fernsehpreis in der Kategorie Beste Musik KDD (Nominierung)

## Diskografie

### Soundtracks
- 1996: Sexy Sadie (Colosseum)
- 2000: Crazy (Laughing Horse)
- 2006: Eden (Königskinder)
- 2007: Max Minsky Und Ich (Normal Rec.)
- 2009: This Is Love (Colosseum)
- 2010: Die Kommenden Tage (Colosseum)
- 2010: KDD (Colosseum)
- 2011: Die Verlorene Zeit / Remembrance (Colosseum)
- 2013: Zwei Leben / Two Lives (Colosseum)
- 2014: Wolfskinder (Colosseum)
- 2015: Der Staat gegen Fritz Bauer (Colosseum)
- 2018: Das schweigende Klassenzimmer (Colosseum)
- 2018: 3 Tage in Quiberon (Colosseum)
- 2019: Bauhaus- A New Era / Die Neue Zeit (Oblique Music)
- 2023: Der vermessene Mensch / Measures of Men (Oblique Music)
- 2023: Irgendwann werden wir uns alles erzählen / Someday We’ll Tell Each Other Everything (Oblique Music)
- 2025: Pol Pot Dancing (Oblique Music)

### Produktionen
- 1996: Etta Scollo – Blue (Virgin Rec.)
- 1999: Michel van Dyke – Die große Illusion (Polydor)
- 2000: Maxim Rad – Maxim Rad Is Dead (Top International Rec.)
- 2001: Sven Schumacher – Sven Schumacher (Sony)
- 2002: Quarks – Trigger Me Happy (Sony)